# Philippe Sergeant
Philippe Sergeant war ein französischer Paulanermönch, Botaniker und Lehrer von Charles Plumier am Kloster Santa Trinità dei Monti in Rom. Er lebte im 17. Jahrhundert.

## Ehrungen
Charles Plumier benannte ihm zu Ehren die Gattung Seriania der Pflanzenfamilie der Seifenbaumgewächse (Sapindaceae). Carl von Linné stellte die Gattung unter dem Namen Seriana zu Paullinia. Philip Miller griff später die Gattungsbezeichnung Serjania wieder auf.

## Nachweise